# Transporte de Ekman

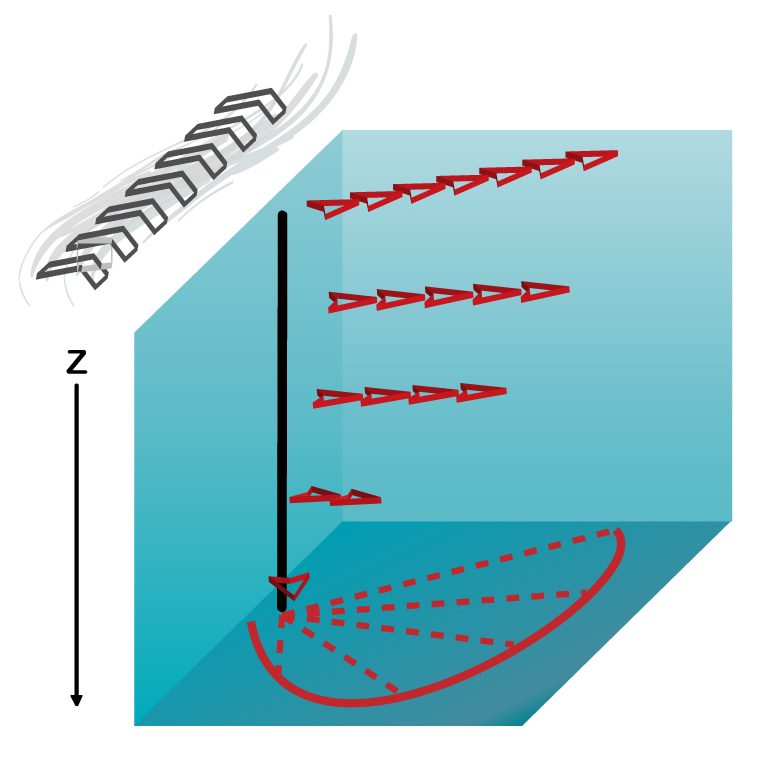
Transporte de Ekman é o movimento em balanço de fluido, como resultado de um equilíbrio entre as forças de Coriolis e arraste turbulento. Na imagem acima, o vento que sopra do norte cria uma tensão de superfície e uma consequente espiral de Ekman encontra-se abaixo na coluna de água.

O Transporte de Ekman, é parte da teoria do movimento de Ekman primeiramente investigada em 1902 por Vagn Walfrid Ekman (em honra de quem é nomeada), é o termo usado para o transporte em 90° da camada de superfície (profundidade na qual o vento penetra) devido a forças do vento. Este fenômeno foi primeiramente notado por Fridtjof Nansen, que registrou que o transporte do gelo parecia ocorrer em um ângulo em relação a direção do vento durante a sua expedição ao Ártico durante os anos 1890.pg. 101 A direção do transporte é dependente do hemisfério. No hemisfério norte este transporte é a um ângulo de 90° à direita da direção do vento, e no hemisfério sul ele ocorre a 90° à esquerda da da direção do vento.pg. 42-44